# Nadleśnictwo Ujsoły
Nadleśnictwo Ujsoły  – jednostka organizacyjna Lasów Państwowych podległa Regionalnej Dyrekcji Lasów Państwowych w Katowicach. Siedzibą nadleśnictwa jest miejscowość Ujsoły.

## Historia Nadleśnictwa
Lasy wchodzące w skład obecnego Nadleśnictwa Ujsoły stanowiły przed wojną własność arcyksięcia Karola Stefana Habsburga i zostały w roku 1945 przejęte na rzecz Skarbu Państwa na podstawie dekretu o reformie rolnej. Z dawnych Zarządów Lasów Złatna i Ujsoły utworzono Nadleśnictwo Ujsoły, a z Zarządów Rycerka i Sól – Nadleśnictwo Rycerka. W roku 1974 połączono dotychczasowe Nadleśnictwa Ujsoły i Rycerka tworząc obecne Nadleśnictwo Ujsoły.

## Warunki geograficzno-przyrodnicze
Nadleśnictwo Ujsoły położone jest w Karpackiej Krainie Przyrodniczo-Leśnej, w Dzielnicy Beskidu Żywieckiego.
- Powierzchnia ogólna Nadleśnictwa to ponad 13,6 tys. ha, w 2 Obrębach: Ujsoły i Rycerka podzielonych na 18 Leśnictw: Gawłowskie, Okrągłe, Złatna, Nickulina, Glinka, Cicha, Petkówka, Danielka, Morgi, Kiczora, Zwardoń, Sól, Rycerki, Praszywka, Plaskurówka, Bendoszka, Racza, Rycerzowa.
- Siedliska leśne: lasowe górskie 97%, borowe górskie 3% .
- Główne gatunki lasotwórcze. świerk 94%, buk 5%, jodła 1%.
- Całość lasów Nadleśnictwa to lasy glebo i wodochronne.

Teren Nadleśnictwa posiada charakter typowo górski, poprzecinany dolinami licznych dopływów rzeki Soły. Lasy występują na wysokościach od 600 do 1300 m n.p.m., Najwyższe szczyty to: Lipowski Wierch (1324 m.), Wielka Racza (1235 m) i Wielka Rycerzowa (1207 m). Klimat Nadleśnictwa charakteryzuje się dużą amplitudą średnich temperatur oraz wysokimi opadami. Podłoże geologiczne terenu Nadleśnictwa stanowią piaski godulskie i istebniańskie (w obrębie Rycerka) oraz warstwy podmagurskie i hieroglifowe (obręb Ujsoły), na których wykształciły się gleby brunatne właściwe i kwaśne.

## Ochrona przyrody
Nadleśnictwo leży na terenie Żywieckiego Parku Krajobrazowego, utworzonego w 1986 roku. Na jego terenie znajduje się ostoja głuszca oraz sześć rezerwatów:
- rezerwat przyrody Śrubita – o  powierzchni 25 ha, utworzony dla zachowania fragmentu pierwotnego lasu jodłowo-bukowego, właściwego dla regla dolnego Beskidów,
- rezerwat przyrody Butorza –  o powierzchni 31 ha, utworzony dla zachowania jednego z najpiękniejszych drzewostanów świerkowch w reglu dolnym Żywiecczyzny,
- rezerwat przyrody Oszast – o powierzchni 49 ha, utworzony dla zachowania fragmentów pierwotnej puszczy karpackiej regla dolnego w Beskidzie Żywieckim,
- rezerwat przyrody Dziobaki –  ze wspaniałym drzewostanem bukowym i bardzo bogatym runem leśnym.
- rezerwat przyrody Muńcoł – utworzony dla zachowania fragmentów pierwotnej puszczy karpackiej,
- rezerwat przyrody Lipowska – utworzony dla zachowania fragmentów pierwotnej puszczy karpackiej

Nadleśnictwo ponadto posiada bogatą bazę nasienną świerka oraz daglezji: 500 ha nasiennych wyłączonych drzewostanów świerka oraz 16 ha nasiennych drzewostanów wyłączonych daglezji.